# Rajzfilm

Rövid rajzfilm egy vágtázó paripáról

A rajzfilm olyan rajzok fényképészeti reprodukálása, amikhez különböző technikákkal mozgást és hangot illesztenek. Az ötletet a rajz és filmkamera segítségével valósítják meg. A művész megrajzolja a cselekmény színterét, és szereplőit mozgás közben. Ahhoz, hogy a mozgás láthatóvá váljon, egy 24 rajzból álló sorozatot kell készíteni úgy, hogy minden következő rajzon a mozdulat másik mozzanata látszódjon. Ezután minden egyes rajzot kamerával rögzítenek, s így lesz a 24 rajzból valamilyen mozgás egy másodpercre. Míg a játékfilm és a dokumentumfilm készítője a valós térből rögzít élő mozgást, a rajzfilm szerzője rajzolja a teret és a mozgást is.
Az animációs film mint hangos rajzfilm a 20. század vívmánya. Benne emberi és más hangokat, zörejeket, zenét és képet kombinálnak, így modern kommunikációs eszköz. A művész az animációs filmben teljesen kibontakozhat, hiszen általában ő a rendezője, a rajzolója, az animátora és a vágója is a filmnek. A szerzőnek minden képkockát meg kell rendeznie a rajz által, s a film több kockája ad egy-egy jelenetet, azaz a sok-sok rajz lehel bele életet.

## Animációs film
Az animáció szó a latin „animo” igéből származik, ami „életet lehelni valamibe” jelentésű. Az animáció tehát annyit tesz: lélekkel megtölteni valami mozdulatlant. A filmtechnika segítségével egymást követő álló képkockák mozdulnak meg, kelnek életre a vetítés folyamán. Amennyiben ezek a képkockák rajzok, az eredmény: rajzfilm.
Az animációs film alkotási folyamatában három kategória emelhető ki:
- képzőművészeti elemek: vonal, mező, tér, szín. Ezek az elemek statikusak és térbeliek.
- filmes elemek: rendezés, forgatás, vágás (montázs), hangosítás, zenei aláfestés. Ezek pedig dinamikusak és időbeliek.
- az első kettő kombinációja, ez kapcsolja őket össze, a képzőművészeti kifejezésmódból a kinematográfiába való átmenet.

Művészeti és technológiai folyamat egysége. Fázisai a következők: a téma, a cselekmény szereplőinek (rajz révén helyezkednek el a háttérben) és környezetének kiválasztása. Ezután következik a filmvázlat és a forgatókönyv kidolgozása. A forgatás megkezdése előtti utolsó fázis a kartonok elkészítése celltechnikával. A technika az áttetsző acetátlapokról, az ún. cellről kapta a nevét. Velük elkerülhetővé válik az újrarajzolás, a cell állókép marad, s csak a külön cellre rajzolt változó részeket váltogatják. Egy egy látványt ceruzával vagy tussal rajzolnak meg részletenként legfeljebb négy szalagra. A rajzokat ezután akriltartalmú festékkel festik, mégpedig a cell hátoldalán, majd a festéket vegyszeresen rögzítik, és a szalagokat csak a szélükön fogják meg. Amikor készek a rajzok, a celleket vízfestékkel a háttérbe helyezik. Ilyenkor rögzítőkapcsokat használnak, melyek beleillenek a szalag  lyukaiba. Ez biztosítja a pontos fedést. Az árnyékok elkerülése miatt üveglappal szorítják le őket.
Az alakok mozgása a következőképpen oldható meg: meghatároznak négy jellegzetes helyzetet, s ezek közé berajzolják a mozgás fázisait, amelyek ciklusokat alkotnak. A jól kidolgozott mozdulatsort cellekre rajzolják 1-től 4-ig. Minden képkockát külön fényképeznek. A mozdulatok azzal lassíthatók vagy gyorsíthatók, ha eltérő számú képkockát fényképeznek. Ha a cselekmény lassúbb, akkor a kép közötti helyzeteltérés is kisebb. A gyorsaság illúziója úgy is elérhető, ha a formát eltorzítjuk, megnyújtjuk a mozgás irányába, vagy ha porfelhőt, felcsapódó vizet, párhuzamos vonalakat, elmosódó alakokat festünk.
Könnyen ábrázolható metamorfózis (egy forma mássá alakulása), ha néhány filmkockaként váltogatjuk a rajzokat. A rajzfilm forgatásához asztalra, rögzített kamerára, fényre és cell-lapokra van szükségünk. A celleket keretbe, celltartóba helyezik, és rögzítik. Ezután fénymérővel kimérik a fényt, amitől az exponálás függ. Szem előtt kell tartani azt is, hogy egy-egy kép előtt mekkora a gyújtótávolság, ami az objektív körüli fehér szalaggal ellenőrizhető. Hogy a szűrés vagy bővítés egyenletes legyen, a távolságokat azonos részekre kell osztani, és minden egyes részre egy, kettő, vagy három képet felvinni.
A tájképet balról jobbra kell felvenni, s ez úgy érhető el, ha a tájkép rajzát ellenkező irányba mozgatjuk. Az animációs filmszalagra könnyen rávihető a hang. A hangosítás előtt tagolni kell a szöveget, s ha beszédet kell felvenni, ki kell jelölni a magán-és mássalhangzók ejtésének megfelelő szájállásokat. A szájat az egyik, a fejet a másik cellre kell rajzolni.
Az animációs film kamera nélkül is elkészíthető, ha a rajzok közvetlenül nem exponált filmszalagra kerülnek. A rajzot éles tollal a filmszalag fényérzékeny rétegére (emulzió) kerülnek. Vannak olyan szalagok is, amikre színes tussal rajzolhatunk.

## A rajzfilm Magyarországon

A Gusztáv párt választ című epizód egy jelenete a Gusztáv sorozatból

A harmincas évektől kezdve sok animációs film (főleg reklám) került ki Halász János és Macskássy Gyula keze alól, míg végül a háború után, 1951-ben készült el A kiskakas gyémánt félkrajcárja című alkotás Macskássy irányításával, amit ma az első magyar rajz-játékfilmként ismerünk.
Az ötvenes évek végén megalakult Pannónia Filmstúdióban számos, nemzetközi díjat is nyert alkotás készült, mint a Ceruza és radír vagy A pirospöttyös labda (ez utóbbi a gyermekfesztivál pálmáját hozta el Velencéből).
A hatvanas években indultak a mai nézőnek is ismerős sorozatok, mint a Gusztáv (több mint száz epizód készült belőle, a világ számos országában vetítették, sőt vetítik ma is), vagy a '68-ban indult Mézga család. Ezek már a televízió térhódítását jelzik, csakúgy, mint Jankovics Marcell népszerű sorozata, a Magyar népmesék, vagy a Frakk, a macskák réme és a Kérem a következőt! (Nepp József munkája). A fölsorolt filmek mind-mind népszerűek lettek itthon csakúgy, mint külföldön, ami nem utolsósorban a fantáziadús képi világnak, és a fanyar, mindenhol érvényes humornak köszönhető.
A sok sorozat és rövidfilm után 1973-ban készülhetett el az első egész estés magyar rajzfilm, a János vitéz, Jankovics Marcell alkotása. A másik korabeli siker a Lúdas Matyi volt, kevés filmet láttak annyian nálunk, mint Dargay Attila alkotását. A hetvenes-nyolcvanas években sok fesztiváldíjat nyert rövidfilm mellett (például Ternovszky Béla: Modern edzésmódszerek, és az 1981-ben Oscar-t kapott A légy, Rofusz Ferenc animációja) több, mint 20 egész estés film készült. Csak néhány a méltán sikeres művek közül: Vuk és Szaffi (Dargay Attila), Háry János (Richly Zsolt), Hófehér (Nepp József), Macskafogó (Ternovszky Béla), vagy a francia partnerrel készült Az idő urai.
A kilencvenes években az átszervezések és természetesen a pénzhiány miatt már nagyon kevés rajzfilm készült, több kis stúdió próbálja (sokszor nemzetközi koprodukciók segítségével) életben tartani az animációs művészetet Magyarországon. Jankovics Marcell 2011-re készítette el Az ember tragédiája című rajzfilmét.
Fontos megjegyezni, hogy az animációnak számos más területe van a rajzfilmen kívül, és ezek a technikák gyakran keverednek; a kilencvenes évektől pedig a számítógép jelentette segítség jelentősen átalakította a filmkészítés technikáját – ez látszik például a 2004-es Nyócker! című filmen.